# Thomas Horatio Arthur Ernest Cochrane, 1st Baron Cochrane of Cults
Thomas Horatio Arthur Ernest Cochrane, 1st Baron Cochrane of Cults, škotski plemič, častnik in politik, * 2. april 1857, † 17. januar 1951.
V letih 1902 in 1905 je bil državni podsekretar na ministrstvu za notranje zadeve Združenega kraljestva. Bil je tudi:
- član parlamenta za North Ayrshire (1892–1910)[2][3][4] in
- parlamentarni osebni tajnik pri državnem sekretarju za kolonije Josephu Chamberlainu (1895–1901)[3].

Leta 1919 je bil povzdignjen v plemiški stan kot Baron Cochrane of Cults, iz priorije Crawford v okrožju Fife.

## Družina
Leta 1880 se je upokojil z Laddy Gertrude Julia Georgina Boyle, s katero sta imela osem otrok:
- Hon. Katherine Elizabeth Cochrane,
- Hon. Dorothy Agnes Cochrane,
- Louisa Gertrude Montagu Cochrane,
- Marjorie Julia Cochrane,
- major Thomas George Frederick Cochrane, 2nd Baron Cochrane of Cults,
- stotnik Hon. Sir Archibald Douglas Cochrane,
- Air Chief Marshal Hon. Sir Ralph Alexander Cochrane,
- Roger Cochrane.